# Puente cubierto de Swann
El Puente cubierto de Swann, también llamado puente cubierto Joy o puente cubierto Swann-Joy, es un puente cubierto de estilo combinado de madera y metal propiedad del condado que atraviesa el Locust Fork del río Black Warrior en el condado de Blount, Alabama, Estados Unidos. Se encuentra en Swann Bridge Road, junto a la ruta estatal 79, al oeste de la ciudad de Cleveland, unas 10 millas (16 km) al noroeste de Oneonta.
Construido en 1933, el puente de 324 pies (99 m) es una construcción de celosía Town Lattice en tres vanos. Su WGCB número es 1.5.05. El puente cubierto de Swann fue incluido en el Registro Nacional de Lugares Históricos el 20 de agosto de 1981. Actualmente es el puente cubierto histórico más largo existente en Alabama y el segundo más largo del estado en general después del puente cubierto Twin Creek de 334 pies (102 m) en Midway, Alabama que fue construido en 2000. Después de haber sido cerrado al tráfico de vehículos de motor en 2009, fue restaurado y reabierto al tráfico de vehículos de motor el 22 de octubre de 2012. Es accesible a través de Swann Bridge Road desde ambos lados. El puente se cerró una vez más hasta nuevo aviso el 9 de junio de 2018 después de que un accidente automovilístico dañara la entrada occidental de la estructura y el soporte de hormigón. Fue reabierto el 31 de diciembre de 2018. El Puente Cubierto de Swann es mantenido por la Comisión del Condado de Blount y el Departamento de Transporte de Alabama.

## Historia
El puente cubierto de Swann fue construido por un equipo dirigido por Zelma C. Tidwell sobre un desfiladero escénico de Locust Fork en una propiedad propiedad de la granja Swann. Originalmente fue apodado el 'Puente Cubierto de Joy', ya que el puente conectaba Cleveland con la comunidad cercana de Joy. El puente fue restaurado por la Comisión del Condado de Blount en 1979. Después de que el puente cubierto de nectar de 385 pies (también ubicado en el condado de Blount) se incendiara en 1993, el puente cubierto de Swann se convirtió en el puente cubierto más largo existente en Alabama. Es uno de los 3 puentes cubiertos históricos que quedan en el condado de Blount.
Después de una inspección de rutina, el Swann Covered Bridge se cerró en 2009 debido a condiciones inseguras junto con el cercano puente cubierto de Easley. El puente cubierto de Horton Mill ya estaba cerrado como resultado del vandalismo ocurrido en 2007. La restauración de los tres puentes comenzó a finales de 2011. El dinero para estos proyectos provino principalmente del Programa Nacional de Preservación de Puentes Cubiertos Históricos y de fondos para la mejora del transporte. El contrato de construcción de $469,110 fue otorgado a Bob Smith Construction de Trussville, Alabama. El Puente Cubierto de Swann sería el primero de los tres en ser restaurado. Las piezas estructurales de madera se repararon o reemplazaron según fue necesario y se colocaron nuevos techos de hojalata en los tres puentes para mantener el clima alejado de las vigas de soporte vitales. Los costos totales de restauración de los puentes cubiertos fueron de aproximadamente $540,000. La diferencia fue cubierta por los gastos del condado.
Después de las reparaciones y actualizaciones necesarias, el puente cubierto de Swann se reabrió al tráfico de vehículos motorizados el 22 de octubre de 2012. Las fotos de la restauración del puente fueron publicadas a través de The Birmingham News.
A fines de 2015, se instalaron cámaras en los tres puentes cubiertos restantes en el condado de Blount para ayudar a disuadir el vandalismo después de que se encontraron grafitis en el puente cubierto de Easley un año antes. Desde entonces ha sido limpiado y pintado de nuevo.

### Accidente automovilístico de 2018
El 9 de junio de 2018, el Puente Cubierto de Swann se cerró hasta nuevo aviso después de que un SUV aceleró en una curva y se estrelló contra su entrada occidental. El incidente fue captado por una cámara de puente. Hubo daños moderados al puente y al soporte de concreto, estimado en un poco menos de $50,000. El puente fue reabierto el 31 de diciembre de 2018.

## Otras fuentes
- "Puentes al pasado: puentes cubiertos de Alabama", página web: alabamatv.org-photos Archivado el 21 de agosto de 2007 en Wayback Machine. . Consultado el 15 de agosto de 2007.
- "Oficina de Turismo y Viajes de Alabama", página web: 800alabama.com Archivado el 16 de agosto de 2007 en Wayback Machine. . Consultado el 15 de agosto de 2007.
- "Alabamiana: A Guide to Alabama", página web: al.com-alabamiana-bridges . Consultado el 15 de agosto de 2007.
- Judy Woodward Bates, "Blount County, Alabama" (artículo), AmericanProfile.com, 2000-12-24, página web: americanprofile-282 . Consultado el 4 de enero de 2009.
- Mark G. Stith, "Túneles en el tiempo", Southern Living, octubre de 1997, página web: findarticles-851 . Consultado el 4 de enero de 2009.
- Dale J. Travis, "Puentes cubiertos", página web: dalejtravis-505 . Consultado el 15 de agosto de 2007 y el 16 de diciembre de 2009.
- Centro de noticias de Alabama Power. Swann CB: Créditos . Consultado el 30 de mayo de 2013.
- AL.com a través de The Birmingham News . Swann CB: Créditos . Consultado el 30 de mayo de 2013.
- Ancestry.com SSDI. Horton Mill CB: Créditos . Consultado el 8 de mayo de 2014.